# Operation Mars
Operation Mars (eller Andra Rzjev-Sytjovka-offensiven) var en sovjetisk offensiv som genomfördes av Röda Armén mot tyska armén på östfronten under andra världskriget. Den inleddes den 25 november 1942 och pågick till den 20 december. Operationen verkställdes av de sovjetiska Kalinin- och Västfronterna väster om Moskva samt av Stavkas (generalstabens) reserver.

## Styrkeförhållanden under operationen
Enligt forskaren David M. Glantz hade Sovjetunionen 1 890 000 soldater, 24 682 kanoner och granatkastare, 3 375 stridsvagnar och 1 100 flygplan (dessa siffror inkluderar alla trupper som tillhörde Moskvas försvarszon, antalet trupper som avdelades för Operation Mars var lägre). Den tyska Armégrupp Mitte bestod av 72 divisioner och hade tillsammans med reserver omkring 1 680 000 soldater och upp till 3 500 stridsvagnar.

## Förloppet
De sovjetiska Västfronten och Kalininfronten (en sovjetisk "front" motsvarade ungefär en tysk  armégrupp) leddes av marskalk Georgij Zjukov.
Slaget inleddes klockan 9 på morgonen den 25 november då de sovjetiska arméerna anföll på tre punkter samtidigt efter en förberedande artilleribeskjutning. Två av Västfrontens arméer  (20:e och 31:a) attackerade västerut (norr om Sytjovka) mot den tyska utbuktningen i frontlinjen. Samtidigt gick Kalininfronten till anfall med 22:a och 41:a armén från andra sidan av utbuktningen.
Genombrytningarna gick långsamt och till slut blev en del av de arméerna omringade av tyska trupper och fick i sin tur försöka bryta sig ur. Striderna pågick en bit in i januari 1943 utan större framgång för de anfallande sovjetiska arméerna.
Trots offensivens storlek är den förvånansvärt okänd i militärlitteraturen. Den amerikanske historikern David M. Glantz menar att den var ett stort sovjetiskt misslyckande och därför har tystats ner i sovjetisk militärlitteratur efter kriget. Andra menar att den uppnådde sitt syfte: att binda tyska trupper i centrum så att de inte kunde undsätta Paulus 6:e armé vid Stalingrad.

## Förluster
De sovjetiska förlusterna i operationen efter några veckors hårda strider uppgick till omkring 215 tusen döda och sårade.